# Ляхов, Иван (промышленник)
Иван Ляхов (XVIII век — около 1800) — русский промышленник, исследователь Новосибирского архипелага.
Весной 1770 года по льду на санях совершил путешествие на север в направлении открытых казаками Яковом Пермяковым и Меркурием Вагиным островов, а потом попросил монопольного права на сбор мамонтовой кости и охоту на песцов.
Екатерина II приняла специальный указ, разрешающий всё это Ивану Ляхову. Кроме того, она постановила: два острова, им посещённых, именовать впредь Ляховскими (соответственно «Большим» и «Малым»).
В 1773—1774 годах Ляхов открыл ещё один остров, позже названный Котельным. В рамках своей последней экспедиции, проведённой в 1775 году, оставил подробную карту Большого Ляховского острова.